# Karl Maria Harrer
Karl Maria Harrer (* 9. November 1926 in Ruhpolding; † 17. Juni 2013 in Altötting) war ein deutscher katholischer Priester und Stadtpfarrer in München sowie ein produktiver religiöser Schriftsteller. Seine religiösen und schriftstellerischen Schwerpunkte waren die Marien- und Engelverehrung.

## Leben
Harrer wurde 1953 in Freising zum Priester geweiht. 1963 bekam er den Auftrag, als Kurat im Münchner Stadtteil Waldperlach eine Pfarrgemeinde aufzubauen. Die nach dem katholischen Heiligen Niklaus von Flüe benannte Kirche St. Bruder Klaus wurde 1969 geweiht und in der Folge als eigenständige Pfarrkirche von der Neubiberger Pfarrei Rosenkranzkönigin abgetrennt.
Harrer war seit den 1960er Jahren Mitglied des von Gabriele Bitterlich in Österreich gegründeten Engelwerkes und vertrat offen dessen Privatoffenbarungen. Auch war er ein Unterstützer der vom ehemaligen Jesuiten Andreas Hönisch gegründeten, dem Engelwerk nahe stehenden Katholischen Pfadfinderschaft Europas. Ferner gehörte er der von Frank Duff in Irland gegründeten Legio Mariae an und war Gründungsmitglied des Werk des himmlischen Vaters e. V. Der Verein machte es sich zur Aufgabe, unter Berufung auf die behauptete Botschaft Gottvaters an die italienische Ordensschwester Eugenia Ravasio aus dem Jahr 1932 „die besondere Verehrung des Himmlischen Vaters bei den Menschen zu fördern und sie zum Kindsein vor Gott hinzuführen“. Er war als beratendes Mitglied im Vereinigten Apostolat im Geist Mariens aktiv.
Am 1. September 1996 wurde Harrer emeritiert, nachdem er mit der angeblichen Mystikerin und Engelwerk-Anhängerin Monika Waldhier, die eigenen Behauptungen zufolge von Jesus „Mucki“ genannt wurde, eine Glaubensgemeinschaft namens „Mucki-Werk“ gegründet hatte. Der Münchner Erzbischof Friedrich Wetter distanzierte sich von der Gruppe, der Telefonterror gegen Kritiker vorgeworfen wurde und die in der Presse wiederholt als Sekte bezeichnet worden war. Bereits 1995 untersagte der Erzbischof Harrer eine für den 24. Dezember geplante Reise zum Wallfahrtsort und Kloster Birkenstein in Fischbachau, nachdem Waldhier angekündigt hatte, sie werde dort am Heiligabend gemeinsam mit Harrer ihr Leben beenden und „heimkehren“. Mitarbeiter Harrers hatten dies als Hinweis auf einen geplanten Mord oder Suizid gewertet und das Erzbistum sowie die Polizei eingeschaltet.

## Schriften
Sein schriftstellerisches Werk befasst sich vorwiegend mit katholischen Themen, besonders der Marienverehrung und Mystik. Dazu zählen z. B. die mehrbändigen Sammlungen Die schönsten Mariengeschichten, Erlebnisse mit der wunderbaren Medaille heute und Die schönsten eucharistischen Wunder. Des Weiteren war er Schriftleiter der Zeitschrift Maria – das Zeichen der Zeit (vormals Zeichen der Endzeit) und Gott-Vater-Echo sowie Herausgeber zahlreicher Andachts- und Liederbücher. Zahlreiche Schriften von Harrer sind im katholischen Miriam-Verlag in Jestetten erschienen.